# Mahmoud-é-Râqi
Mahmude Raqi, Afghanistan-é-Râqi est une ville d'Afghanistan, capitale de la province de Kâpissâ et du district de Mahmoud Râqi.